# Panama op de Olympische Zomerspelen 2020
Panama nam deel aan de Olympische Zomerspelen 2020 in Tokio, Japan. De selectie bestond uit 10 atleten, actief in 5 verschillende disciplines. De Panamese atleten wisten geen medailles te behalen.

## Atleten
Hieronder volgt een overzicht van de atleten die zich hebben verzekerd van deelname aan de Olympische Zomerspelen 2020.
| sport       | mannen | vrouwen | totaal |
| ----------- | ------ | ------- | ------ |
| Atletiek    | 2      | 2       | 4      |
| Boksen      | 0      | 1       | 1      |
| Judo        | 0      | 2       | 2      |
| Wielersport | 1      | 0       | 1      |
| Zwemmen     | 1      | 1       | 2      |
| totaal      | 4      | 6       | 10     |

## Sporten

### Atletiek
Mannen
Loopnummers
| atleet              | onderdeel | series | series | kwartfinale | kwartfinale | halve finale   | halve finale   | finale         | finale         |
| atleet              | onderdeel | tijd   | rang   | tijd        | rang        | tijd           | rang           | tijd           | rang           |
| ------------------- | --------- | ------ | ------ | ----------- | ----------- | -------------- | -------------- | -------------- | -------------- |
| Alonso Edward       | 200 m     | 20,60  | 2 Q    | n.v.t.      | n.v.t.      | niet gefinisht | niet gefinisht | niet geplaatst | niet geplaatst |
| Jorge Castel Blanco | marathon  | n.v.t. | n.v.t. | n.v.t.      | n.v.t.      | n.v.t.         | n.v.t.         | 2:33.22        | 74             |

Vrouwen
Loopnummers
| atlete          | onderdeel    | series | series | kwartfinale | kwartfinale | halve finale | halve finale | finale | finale |
| atlete          | onderdeel    | tijd   | rang   | tijd        | rang        | tijd         | rang         | tijd   | rang   |
| --------------- | ------------ | ------ | ------ | ----------- | ----------- | ------------ | ------------ | ------ | ------ |
| Gianna Woodruff | 400 m horden | 55,49  | 2 Q    | n.v.t.      | n.v.t.      | 54,22 NR     | 2 Q          | 55,84  | 7      |

Technische nummers
| atlete          | onderdeel   | kwalificaties | kwalificaties | finale         | finale         |
| atlete          | onderdeel   | afstand       | rang          | afstand        | rang           |
| --------------- | ----------- | ------------- | ------------- | -------------- | -------------- |
| Nathalee Aranda | verspringen | 6,12          | 27            | niet geplaatst | niet geplaatst |

### Boksen
Vrouwen
| atlete        | onderdeel     | eerste ronde         | tweede ronde         | kwartfinale          | halve finale         | finale               | rang |
| atlete        | onderdeel     | tegenstander uitslag | tegenstander uitslag | tegenstander uitslag | tegenstander uitslag | tegenstander uitslag | rang |
| ------------- | ------------- | -------------------- | -------------------- | -------------------- | -------------------- | -------------------- | ---- |
| Atheyna Bylon | middengewicht | Parker W 5-0         | n.v.t.               | Price V 0-5          | niet geplaatst       | niet geplaatst       | 5    |

### Judo
Vrouwen
| atlete           | onderdeel | eerste ronde         | tweede ronde         | kwartfinale          | halve finale         | herkansing           | finale / BM          | finale / BM    |
| atlete           | onderdeel | tegenstander uitslag | tegenstander uitslag | tegenstander uitslag | tegenstander uitslag | tegenstander uitslag | tegenstander uitslag | rang           |
| ---------------- | --------- | -------------------- | -------------------- | -------------------- | -------------------- | -------------------- | -------------------- | -------------- |
| Kristine Jimenez | −52 kg    | Kuziutina V 000-100  | niet geplaatst       | niet geplaatst       | niet geplaatst       | niet geplaatst       | niet geplaatst       | niet geplaatst |
| Miryam Roper     | −57 kg    | Kim V 000-102        | niet geplaatst       | niet geplaatst       | niet geplaatst       | niet geplaatst       | niet geplaatst       | niet geplaatst |

### Wielersport

#### Wegwielrennen
Mannen
| atleet           | onderdeel    | tijd           | rang           |
| ---------------- | ------------ | -------------- | -------------- |
| Cristofer Jurado | wegwedstrijd | niet gefinisht | niet gefinisht |

### Zwemmen
Mannen
| atleet             | onderdeel        | series  | series | halve finale   | halve finale   | finale         | finale         |
| atleet             | onderdeel        | tijd    | rang   | tijd           | rang           | tijd           | rang           |
| ------------------ | ---------------- | ------- | ------ | -------------- | -------------- | -------------- | -------------- |
| Tyler Christianson | 200 m schoolslag | 2.13,41 | 29     | niet geplaatst | niet geplaatst | niet geplaatst | niet geplaatst |
| Tyler Christianson | 200 m wisselslag | 2.02,70 | 40     | niet geplaatst | niet geplaatst | niet geplaatst | niet geplaatst |

Vrouwen
| atlete       | onderdeel        | series  | series | halve finale   | halve finale   | finale         | finale         |
| atlete       | onderdeel        | tijd    | rang   | tijd           | rang           | tijd           | rang           |
| ------------ | ---------------- | ------- | ------ | -------------- | -------------- | -------------- | -------------- |
| Emily Santos | 100 m schoolslag | 1.12,10 | 35     | niet geplaatst | niet geplaatst | niet geplaatst | niet geplaatst |